# Squad Leader
Squad Leader är ett historiskt konfliktspel om taktiska strider under andra världskriget av John Hill , utgivet av Avalon Hill 1977. 

## Handling
Spelet skildrar strider på gruppnivå (engelska: squad) med många exempel på detaljrikedom (enskilda befäl, utrustning och fordon är betydelsefulla). Viktiga element i spelet är stridsmoral och terräng, och regler finns även för en rad andra företeelser: artilleri, radiosamband, strid på natten och förflyttning via kloaksystem. Även truppernas nationalitet spelar roll, och i grundversionen av spelet finns amerikanska, sovjetiska och tyska trupper representerade. 
Spelet spelas i form av ett antal scenarier, som av nybörjaren ska spelas i en viss ordning. Detta beror på att nya regler läggs till inför olika scenarier och det skapas därmed en pedagogisk utvecklingslinje där spelarna gradvis vänjer sig vid det komplexa regelsystemet. Det finns även regler för hur man gör sina egna scenarier. Spelplanen består av olika segment som kan användas enskilt eller sammanfogas beroende på scenario. Spelplanerna ger möjlighet för såväl strid i terräng som i bebyggelse.
Squad Leader blev en hörnsten i Avalon Hills utgivning. Dess betydelse beror på att det var en innovativ design och ett av de mest komplexa spelen för sin tid.  Det anses vara ett av de viktigaste konfliktspelen som gavs ut under hobbyns guldålder på 1970-talet. 

## Expansioner
Avalon Hill gav ut en serie expansionsmoduler, eller "gamettes" som de kallades, till Squad Leader: Cross of Iron (1978), Crescendo of Doom (1979) och G.I: Anvil of Victory (1983). Dessutom publicerades ytterligare scenarier i tidskriften  The General. I expansionerna introducerades brittiska trupper, samt andra allierade eller till axelmakterna hemmahörande nationer. Efterhand blev regelsystemet så komplicerat att det uppstod ett behov av att samla hela regelverket i en avancerad utgåva. Detta blev sedermera ett eget spel, Advanced Squad Leader, som publicerades 1985. 